# Grand incendie de Tartu
Le grand incendie de Tartu est un violent incendie qui ravage la plus grande partie de la ville de Tartu le 25 juin 1775 (6 juillet dans le calendrier grégorien).
Les flammes ravagent le centre de la ville et de nombreux bâtiments sont détruits, dont l'Hôtel de Ville de Tartu et l'église Saint-Jean près de laquelle l'incendie s'est déclaré.

## Contexte
Pendant la Grande guerre du Nord, le tsar Pierre le Grand avait ordonné la destruction des bâtiments en pierre de la ville de Tartu (alors appelée Dorpat) afin d'empêcher les Suédois d'en faire une base militaire. Dévastée par le conflit, la ville fut reconstruite en bois après le traité de Nystad et la cession du duché d'Estonie et de la Livonie, territoire dans lequel se situait Dorpat, à la Russie. Un ordre du tsar avait en effet interdit toute construction en pierre hors de Saint-Pétersbourg.
Avec cette abondance nouvelle d'édifices en bois, un premier incendie important se déclare en 1763. L'année suivante, l'impératrice Catherine la Grande se rend à Dorpat et plusieurs reconstructions sont entreprises.

## Le grand incendie de 1775
Le grand incendie à proprement parler se déclare le 25 juin 1775 (6 juillet dans le calendrier grégorien) dans la rue des chevaliers (estonien : Rüütli tänav) à proximité de l'église Saint-Jean. Le vent fort ce jour-là permet aux flammes de se propager rapidement de bâtiment en bâtiment et le feu parvient même à traverser l'Emajõgi par un pont de bois et ravage les deux rives de la rivière.
Près de 200 bâtiments en bois et 40 bâtiments en pierre sont détruits par l'incendie auxquels s'ajoutent 18 bâtiments détruits pour arrêter la propagation des flammes.
La Maison d'Upsal, l'un des rares édifices à ne pas avoir subi l'assaut des flammes, est l'un des rares bâtiments de la ville en bois à remonter à l'époque antérieure à l'incendie. Certains de ses éléments en bois remontent aux années 1750.

## Après l'incendie
Après l'incendie, un grand plan de reconstruction est lancé. Les règles de construction sont modifiées. L'utilisation du bois est prohibée. Le rez-de chaussée des édifices, les clôtures autour des maisons et les bâtiments annexes doivent être reconstruits en pierre.
Catherine II récolta 25 000 roubles pour financer la reconstruction de la ville.
Détruit par les flammes, l'Hôtel de Ville est reconstruit. Le nouvel édifice est l’œuvre de Johann Heinrich Bartholomäus Walther et la première pierre est posée en 1782.
Un pont en pierre est reconstruit sur l'Emajõgi. Détruit pendant la Seconde Guerre mondiale, ses ruines subsistent au fond de l'eau.